# برایانت (آرکانزاس)
برایانت (آرکانزاس) (به انگلیسی: Bryant, Arkansas) یک شهر در ایالات متحده آمریکا با جمعیت ۱۶٬۶۸۸ نفر است که در آرکانزاس واقع شده‌است.

## موقعیت جغرافیایی
موقعیت جغرافیایی شهرها و مناطق اطراف به شرح زیر است: